# Faurndau

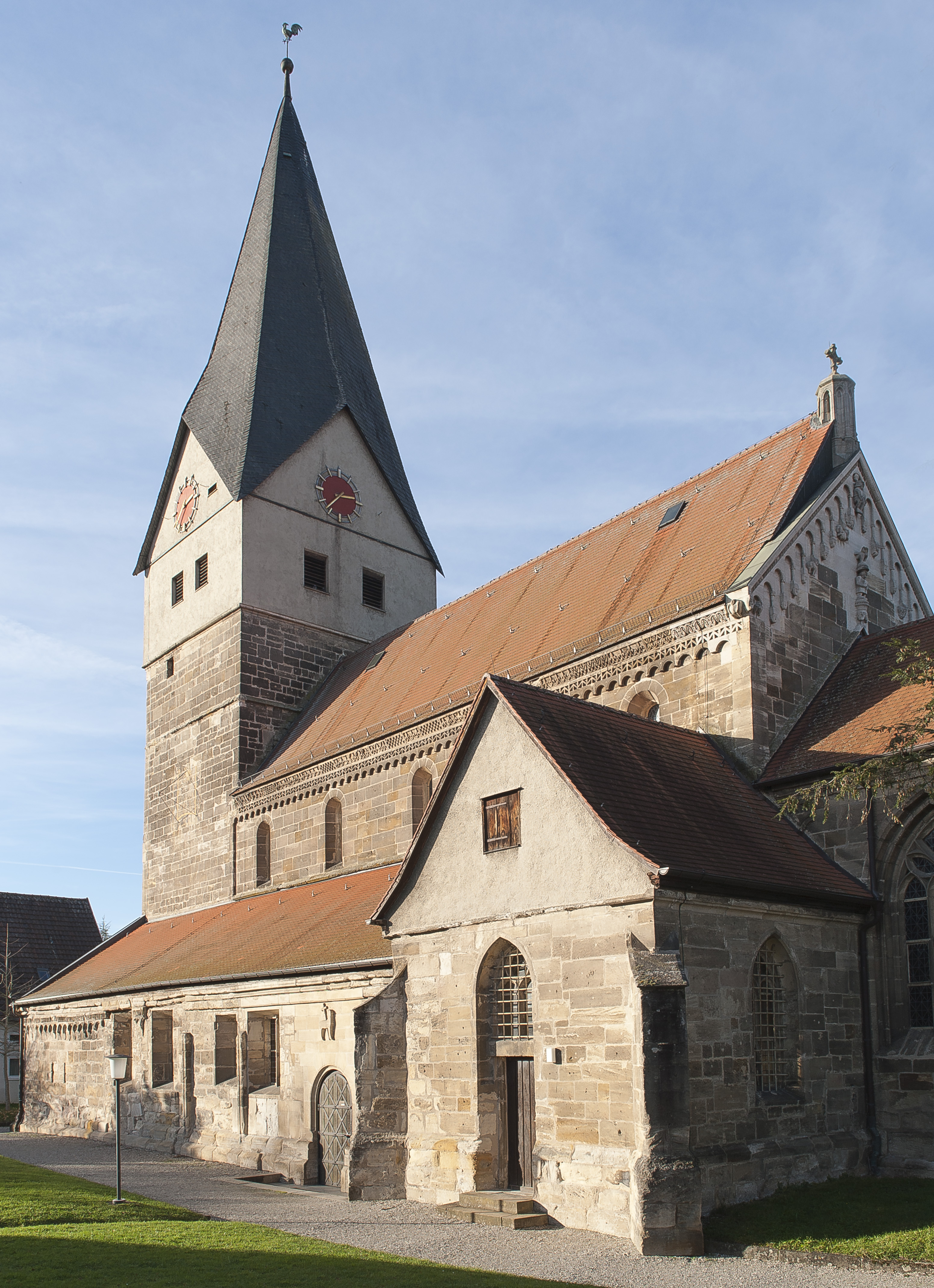
Spätromanische Stiftskirche in Faurndau

Faurndau ([ˈfaʊ̯ɐndaʊ̯], schwäbisch ['foʊrndao̯]) (302 m ü. NN) ist ein Stadtbezirk im Westen von Göppingen im Bundesland Baden-Württemberg.

## Geographie
Faurndau liegt im Tal der unteren Fils, der hier von rechts und Nordosten der Marbach zuläuft. Die Stadtteilgemarkung erstreckt sich von beidseits des unteren Marbachs über fünf Kilometer weit über das Tal des Flusses und seines linken Zuflusses Pfuhlbach hinweg nach Südwesten auf größtenteils unbesiedelte Flur, während es quer dazu oft nicht einmal anderthalb Kilometer breit ist.

## Geschichte
Archäologisch sind Siedlungsspuren aus der Jungsteinzeit, der späten Bronzezeit sowie aus römischer Zeit belegt.
An der Mündung des von Süden kommenden Brunnenbachs in die Fils entstand nahe einer Furt im 9. Jahrhundert ein kleines Kloster. Im Jahre 875 übertrug König Ludwig der Deutsche seinem Hofdiakon Liutbrand das Kloster Furentouua zusammen mit der Kirche in Brenz an der Brenz. 895 befanden sich beide Güter im Besitz des Reichsklosters St. Gallen, in dem Liutbrand Aufnahme gefunden hatte. Bis zur Stauferzeit gibt es keine schriftlichen Quellen über Faurndau. 1956 durchgeführte Grabungen zeigten, dass der heutigen, um 1220 fertiggestellten spätromanischen Stiftskirche vier Bauperioden vorausgingen.
1228 setzt die schriftliche Überlieferung wieder ein, als durch St. Gallen die Regeln des Faurndauer Chorherrenstiftes, in dem zu diesem Zeitpunkt acht Kanoniker Dienst taten, neu gefasst wurden. Da die Staufer zum Zeitpunkt des Baus der Stiftskirche im Besitz der Vogteirechte über das Kloster St. Gallen waren und dieses auf Grund seiner nachgewiesenen schlechten wirtschaftlichen Lage kaum in der Lage zu einem derartigen Neubau gewesen war, muss an eine unmittelbare Beteiligung durch die Staufer gedacht werden. Eine mittelbare Beteiligung lässt sich anhand der staufischen Ministerialen von Rechberg und von Staufeneck nachweisen, die im Besitz der Vogtei über Faurndau waren.
Im 15./16. Jahrhundert wurden die Grafen bzw. Herzöge von Württemberg Ortsherren von Faurndau. 1536 wurde mit Einführung der Reformation das zuletzt noch von vier Chorherren besetzte Stift geschlossen.
Aufgrund der verkehrsgünstigen Lage setzte die Industrialisierung im späten 19. Jahrhundert ein (Papierfabrik, Schuhfabrik Salamander, Kleemann). Am 1. Januar 1975 wurde der Ort gegen die mehrheitliche Entscheidung der Einwohner im Zuge der Gemeindereform nach Göppingen eingemeindet. Eine Klage gegen die Eingemeindung scheiterte. In den vergangenen Jahrzehnten ist der Ort stark gewachsen (Neubaugebiete Haier, Reute sowie auf dem Gelände der ehemaligen Papierfabrik), jedoch ist die Industrie abgewandert.

## Ortsname
Der Name Faurndau – die erste Nennung im Jahre 875 n. Chr. lautet Furentouua – ist besonders interessant für die Namenforschung, da er sowohl für Ortsnamen als auch phonetisch sehr ungewöhnlich erscheint. Hatte die ältere Forschung eine Ableitung aus dem lateinischen Feronia dea in Erwägung gezogen, so gilt der Name nach neuen Forschungen als ein Ereignisname, der auf die nicht seltenen Überschwemmungen der Fils hinweist. Abgeleitet aus althochdeutsch (ir)furen (zerstören, berauben) und ouwa (Talaue) bedeutet der Name also „Siedlung am zerstörerischen Fluss“.

## Politik
Faurndau hat einen Bezirksbeirat mit zwölf Mitgliedern und zehn Stellvertretern. Dieser wird vom Gemeinderat Göppingen bestellt. Vorsitzender ist der Göppinger Oberbürgermeister Alex Maier, Stellvertreter die Bezirksamtsleiterin Chris Cathrin Berger.

## Wappen
Die Blasonierung des Wappens lautet: Unter goldenem, mit einer liegenden schwarzen Hirschstange belegten Schildhaupt in Grün ein goldener Pfahl.
Um für die notwendigen Dienstsiegel ein Wappen zu haben, nahm die Gemeinde 1935 das heutige, von der Archivdirektion vorgeschlagene, Wappen an. Die Zugehörigkeit zu Württemberg wird mit der Hirschstange bezeugt. Der grüne Schildgrund verweist auf das Namensende „-au“ des Ortes, während der Pfahl lediglich der Aufgliederung des Wappenschildes dient. Eine ursprünglich vorgeschlagene Blume als Verweis auf das Namensende wurde vom Gemeinderat abgelehnt.
Die Flagge ist Gelb-Grün.
Das Wappen wurde am 12. Juli 1937 durch Reichsstatthalter Wilhelm Murr, die Flagge am 4. Mai 1956 durch das Innenministerium Baden-Württemberg, offiziell verliehen.

## Religion
Im Stiftsarchiv St. Gallen ist eine Urkunde aus dem Jahr 875 verwahrt, in der Faurndau erstmals erwähnt wird. Es bestand das Kloster St. Maria, das vor 1228 in ein Kollegiatstift umgewandelt wurde. Zuvor wurde von 1200 bis 1220 die heutige Stiftskirche Faurndau gebaut, die zu den bedeutendsten romanischen Kirchenbauten in Schwaben gehört. Zwei Jahre nach der Einführung der Reformation in Württemberg 1534 wurde das Faurndauer Chorherrenstift aufgelöst und die Stiftskirche zur evangelischen Pfarrkirche umgewandelt.

### Evangelische Kirchengemeinde
Der erste evangelische Pfarrer lässt sich 1538 nachweisen. Die evangelische Kirchengemeinde Faurndau gehört zum Kirchenbezirk Göppingen und hatte von 1964 bis 2019 zwei Pfarrstellen.

### Katholische Kirchengemeinde
Nachdem 1806 aus dem evangelischen Herzogtum das gemischtkonfessionelle Königreich Württemberg geworden war, gehörten die zunächst wenigen Faurndauer Katholiken bis 1877 zu Rechberghausen und bis nach dem Zweiten Weltkrieg zur Göppinger Pfarrei St. Maria. In einem privaten Anwesen wurde eine Notkirche eingerichtet und genutzt und am 8. Januar 1948, dem Fest der Heiligen Familie, als Kirche geweiht. Ein Neubau, die katholische Pfarrkirche Zur Heiligen Familie, wurde von 1960 bis 1961 gebaut und im Dezember 1961 geweiht. 1963 wurde in Faurndau wieder eine eigenständige katholische Pfarrei errichtet.

## Verkehr

### Schienenverkehr
Faurndau hat einen Haltepunkt an der Filstalbahn, der halbstündlich vom Metropolexpress (MEX) nach Geislingen (Steige)/Ulm beziehungsweise Stuttgart bedient wird.
Von 1912 bis 1994 gab es mit dem Bahnhof Faurndau Nord an der Hohenstaufenbahn, die von Göppingen nach Schwäbisch Gmünd führte, eine weitere Station. Der Personenverkehr wurde jedoch 1984 eingestellt. Die Verbindung wurde 2005 stillgelegt und abgebaut; die Trasse ist aber laut Regionalverkehrsplan der Region Stuttgart für den Schienenverkehr frei zu halten und wird heute als Bahntrassenradweg genutzt.

### Straßenverkehr
Südlich von Faurndau führt die B 10 in Richtung Stuttgart bzw. Ulm vorbei (mit zwei Anschlussstellen). Seit Freigabe der Anschlussstelle der B 10 am Berufsschulzentrum führt die B 297 von Kirchheim(Teck)/Uhingen in Richtung Lorch nicht mehr durch den Ort, sondern umgeht ihn im Osten.

### Fahrradwege
Richtung Schwäbisch Gmünd verläuft auf der Trasse der ehemaligen Hohenstaufenbahn ein gut ausgebauter Radweg, welcher in Faurndau beginnt. Der Alb-Neckar-Radweg erreicht Faurndau als Fernradweg. Er führt von Ulm nach Heilbronn.

## Versorgung

### Bildung
In Faurndau gibt es fünf Kindergärten, eine Grundschule, eine Waldorfschule und eine Grund- und Hauptschule mit Werkrealschule. Dieser grenzte bis in die 1990er Jahre ein Hallenbad an.

### Sonstiges
Es gibt ein Bezirksamt mit Notariat und die Freiwillige Feuerwehr Faurndau.
Läden für den täglichen Bedarf sind vorhanden, ebenso Apotheken und Ärzte. Einen Sauerwasserbrunnen soll es in Zukunft wieder geben.

## Sehenswürdigkeiten
- Die Stiftskirche[7] in ihrer heutigen, spätromanischen Form wurde von etwa 1200 bis 1220 auf den Fundamenten von vier Vorgängerbauten als dreischiffige,  flachgedeckte Pfeilerbasilika errichtet. Sowohl der Ostgiebel als auch die Kapitelle im Inneren sind mit abwechslungsreichem Skulpturenschmuck ausgestattet. Ältester Teil ist im Osten der rippengewölbte Chor mit einer Hauptapsis und zwei Nebenapsiden, von denen die südliche später dem spätgotischen Sakristei-Anbau weichen musste. Das ursprünglich zweitürmig, dann eintürmig geplante Westwerk wurde zunächst ohne Turm fertiggestellt. Dieser wurde erst 1341 errichtet und erhielt Mitte des 15. Jahrhunderts im oberen Bereich seine heutige Gestalt. Etwa gleichzeitig erfolgte auf der Südseite des Chors der Einbruch eines gotischen Fensters. Der Hauptzugang im Westen ist ein dreifach gestuftes Säulenportal. Durch dieses betritt man den Vorraum mit seinem achtteiligen Gewölbe, dessen Bau Kenntnisse westfranzösischer Architektur des ausgehenden 12. Jahrhunderts voraussetzte. Einzelne Säulen des Vorraums tragen frühgotische Kelchknospenkapitelle, die zu den frühesten dieser Art gehören. Die frühgotischen Wandmalereien im Chorraum stammen aus der Zeit um 1300. In den Gewölbekappen sind die vier Evangelistensymbole zu erkennen. Von Christus in der Mandorla in der Apsiskalotte sind nur noch Reste erhalten. Auf den seitlichen Wandflächen wird aus dem Leben Marias erzählt: im Norden Joachim und Anna sowie die Verkündigung am Ansatz der Apsis, im Süden steht Maria mit dem Spruchband: ECCE ANCILLA DMI (siehe, ich bin die Magd des Herrn), die Heiligen Drei Könige und darunter die Krönung Mariens. Der bekannte Architekt Martin Elsaesser schuf um 1920 in der Sakristei an der Wand einen Gefallenen-Gedenkschrein, dessen Flügeltüren außen mit vier Gemälden (Kreuzigung, Kreuzabnahme, Beweinung, Auferstehung) von der Künstlerin Käte Schaller-Härlin gestaltet wurden. Das mittlere Chorfenster wurde im Zuge der Kirchenrenovierung 1957 von Wolf-Dieter Kohler mit Glasmalerei versehen: Der Erzengel Michael wägt die menschlichen Seelen, die, durch den Klang der sieben apokalyptischen Posaunen erweckt, sich aus ihren Gräbern erheben, um sich dem Weltgericht Gottes zu stellen. - Ebenfalls 1957 wurde das Bronze-Altarkreuz von Emil Jo Homolka (1925–2010) und Altar, Kanzel und das Lamm über dem Südportal von Ulrich Henn geschaffen. Von Letzterem stammt auch der Brunnen der Barmherzigkeit vor der Kirche (2006). - Die Kirche ist seit 1977 eine herausragende Sehenswürdigkeit an der Straße der Staufer.[8] Im Jahr 2020 wird das 800-jährige Jubiläum begangen.[9]

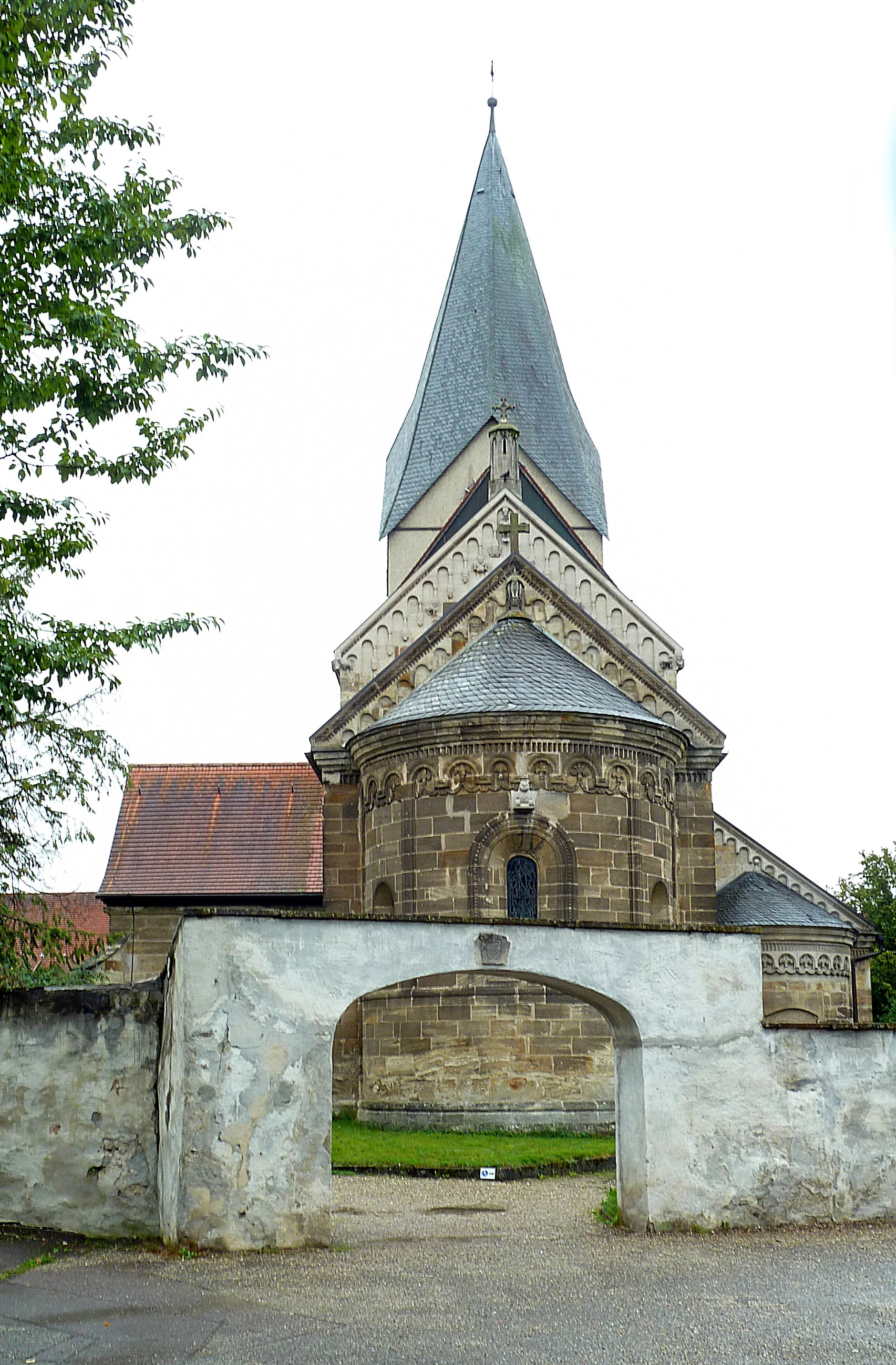
Stiftskirche Faurndau:Ostansicht
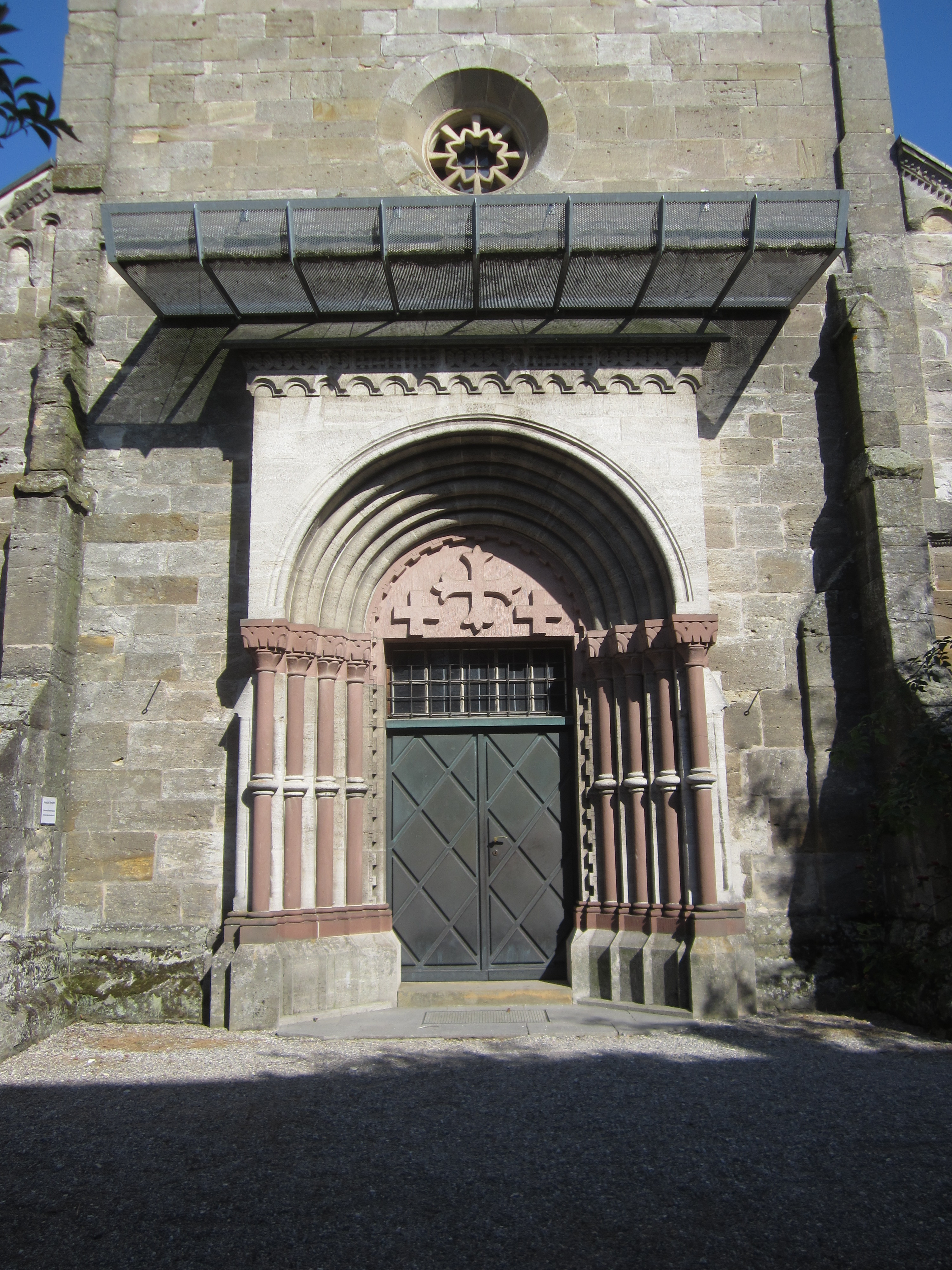
Hauptportal im Westwerk
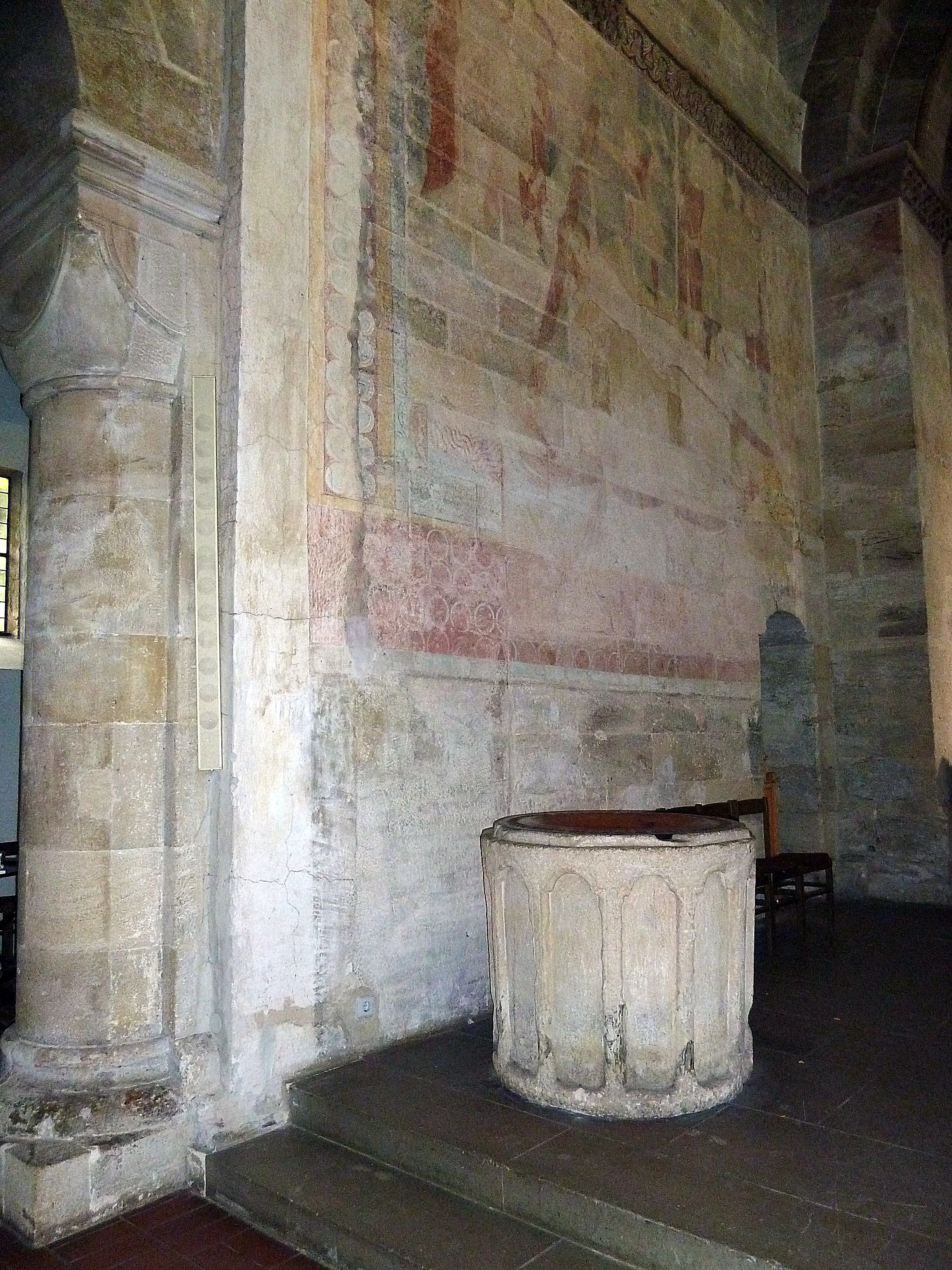
Romanischer Taufstein und gotische Wandmalereien
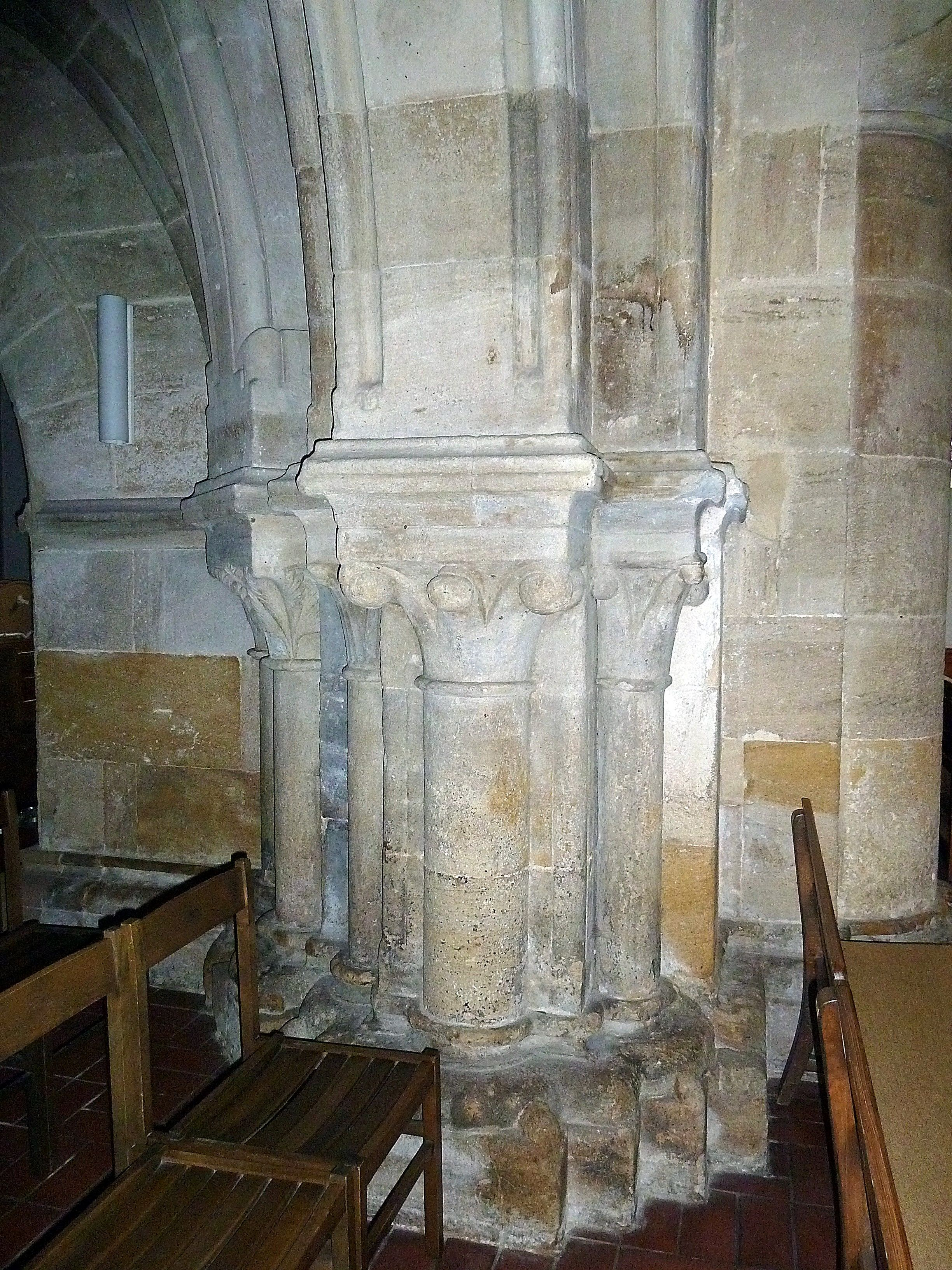
Kelchknospenkapitelle des Westgewölbes
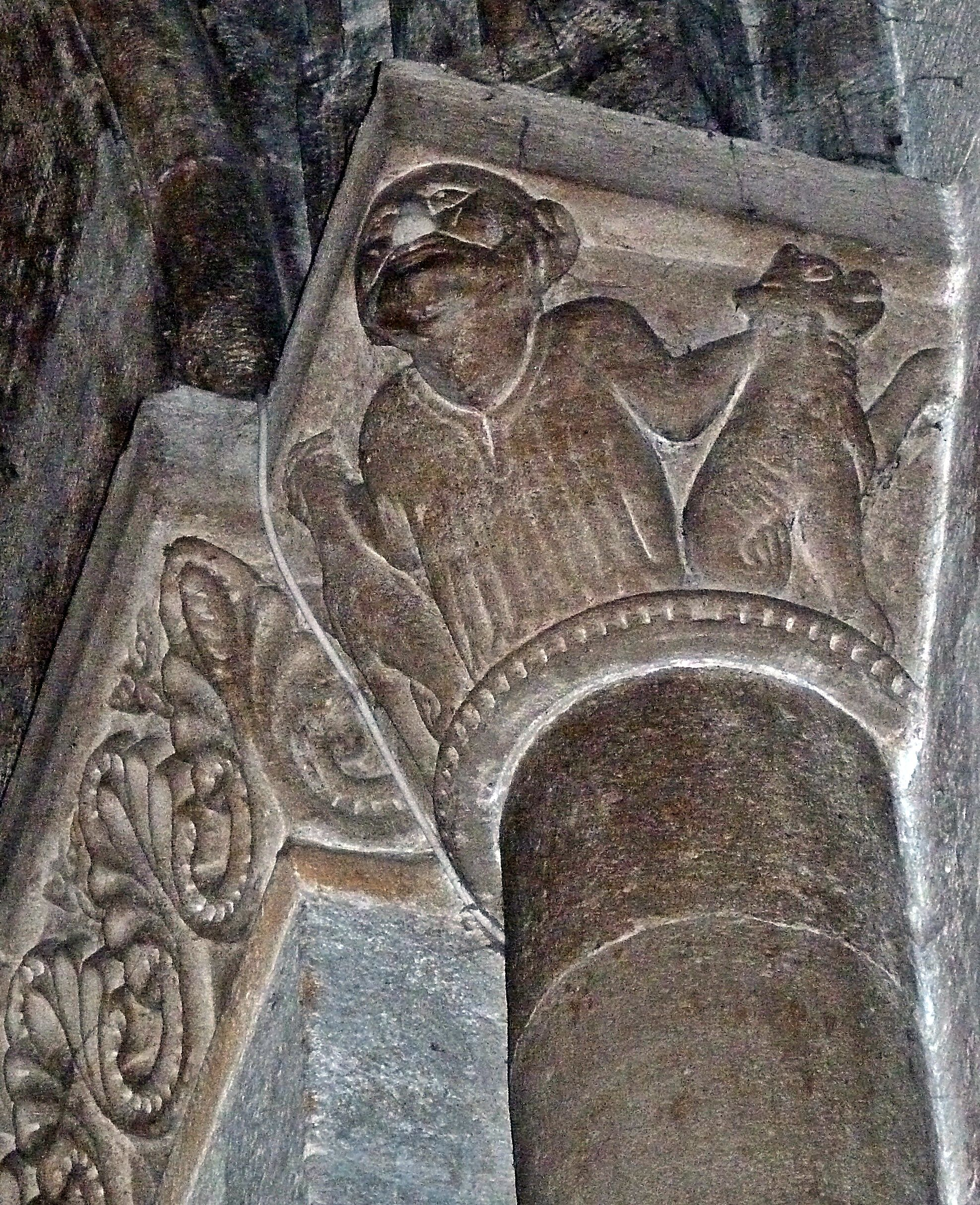
Chorkapitell
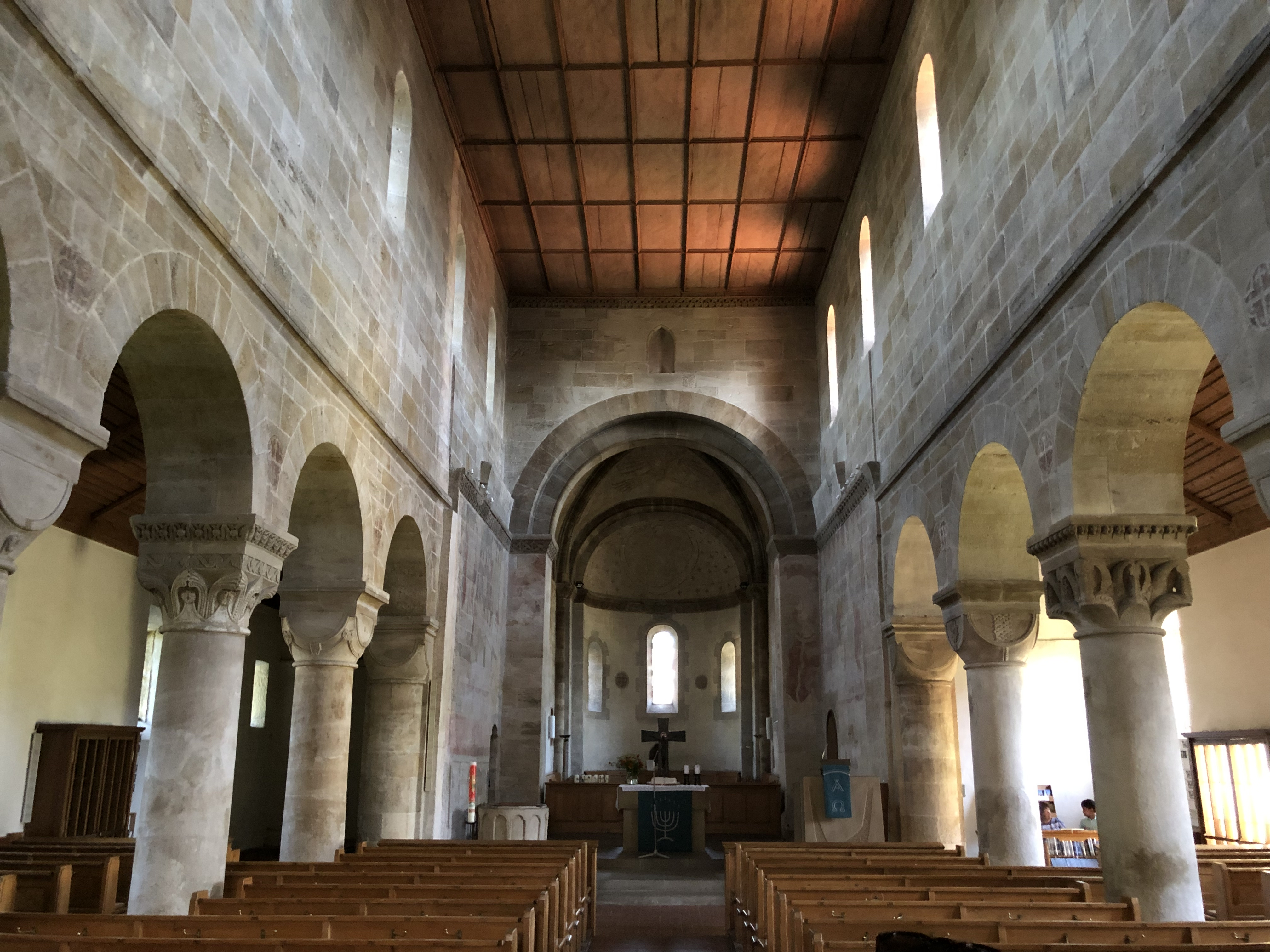
Stiftskirche Faurndau, Hauptschiff mit Blick zum Chor

- Alter Farrenstall
- Altes Rathaus

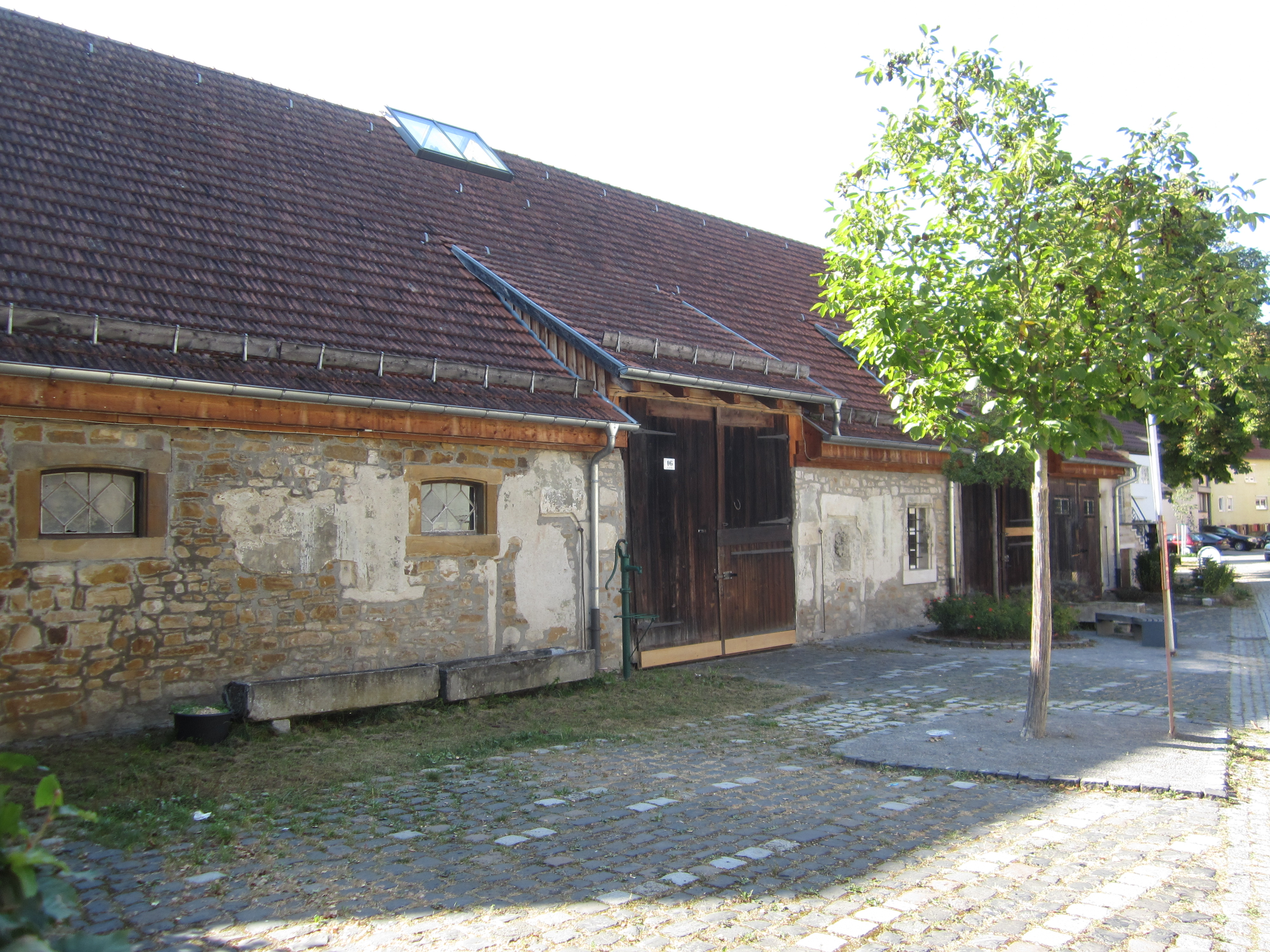
Alter Farrenstall

- Hauptgebäude der ehemaligen Salamander Schuhfabrik (heute T-Systems)
- Etwa ein Kilometer Luftlinie entfernt befindet sich Schloss Filseck auf markanter Anhöhe an der südlichen Hangkante des Filstales (Gemarkung Uhingen).

## Sport
Bekanntester Sportverein in Faurndau ist der 1922 gegründete FV Vorwärts Faurndau mit den Abteilungen Fußball (Männer und Frauen), Aerobic, Frauen-Gymnastik sowie einer Freizeit-Gruppe. Die Fußballerinnen spielen 2008/09 in der Oberliga Baden-Württemberg.
Der Tennisclub Faurndau wurde 1972 gegründet und hat mehrere Mannschaften in Verbandsrunden gemeldet.
Die FrameBreakers Faurndau unterhalten eine Mountainbikestrecke am Kühberg.
Ältester Verein ist der Turnverein Faurndau 1883, der mit 18 Abteilungen, unter anderem mit Turnen, Leichtathletik, Volleyball, Ringen und Nordic Walking ein vielfältiges Sportprogramm anbietet und mit etwa 900 Mitgliedern als größter Sportverein vor Ort gilt.

## Ansässige Unternehmen
Die bedeutendsten Unternehmen sind:
- Deutsche Telekom AG (T-Systems) – Computerzentrum
- Antriebssysteme Faurndau GmbH (Elektromotoren)

## Persönlichkeiten
- Carl Amos (1814–1890), 45 Jahre Bürgermeister von Faurndau
- Karl Otto Horch (1887–1965), Pädagoge und Schriftsteller, ab 1932 in Faurndau
- Arnold Dannenmann (1907–1993), evangelischer Theologe und Gründer des CJD
- Dorothee Ziegler (1945–2012), Malerin
- Andreas Uebele (* 1960), Grafikdesigner, Hochschullehrer in Düsseldorf

## Einzelnachweise

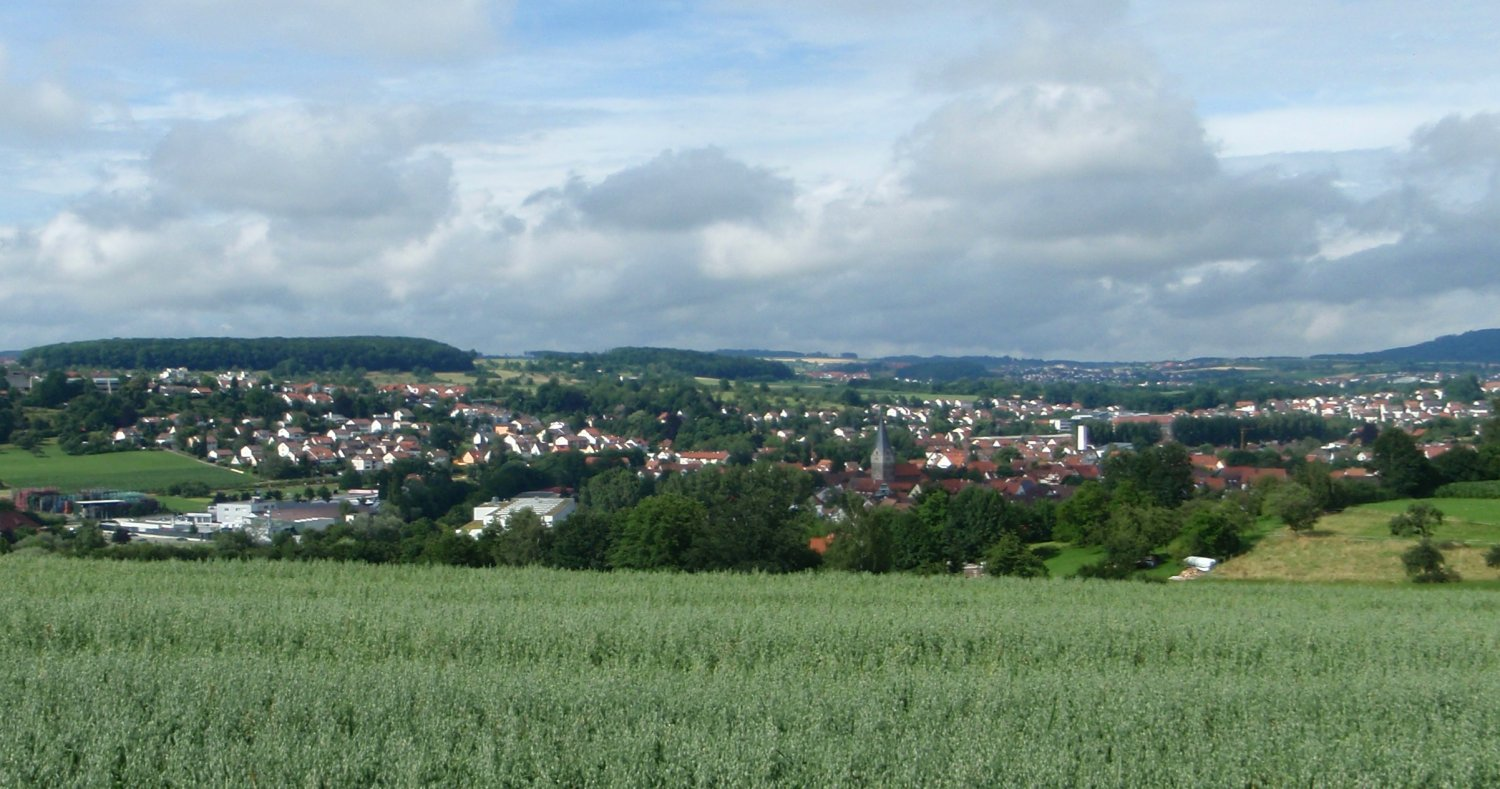
Faurndau von Schloss Filseck aus gesehen